# Grand Prix Brazylii 1972
Grand Prix Brazylii 1972, oficj. I Grande Prêmio do Brasil – nieoficjalny wyścig Formuły 1, który odbył się w dniach 30 marca 1972 na torze Interlagos. Pierwszy wyścig Formuły 1 o Grand Prix Brazylii.

## Lista startowa
| Nr | Kierowca             | Zespół                        | Samochód     | Silnik       |   |
| -- | -------------------- | ----------------------------- | ------------ | ------------ | - |
| 1  | Emerson Fittipaldi   | Team Lotus                    | Lotus 72D    | Ford DFV V8  | ? |
| 2  | David Walker         | Team Lotus                    | Lotus 72D    | Ford DFV V8  | ? |
| 3  | Jean-Pierre Beltoise | BRM                           | BRM P160     | BRM P142 V12 | ? |
| 4  | Peter Gethin         | BRM                           | BRM P160     | BRM P142 V12 | ? |
| 5  | Helmut Marko         | BRM                           | BRM P160     | BRM P142 V12 | ? |
| 6  | Alex Soler-Roig      | BRM                           | BRM P153     | BRM P142 V12 | ? |
| 7  | Andrea de Adamich    | Team Surtees                  | Surtees TS9  | Ford DFV V8  | ? |
| 8  | Carlos Reutemann     | Motor Racing Developments Ltd | Brabham BT34 | Ford DFV V8  | ? |
| 9  | Wilson Fittipaldi    | Motor Racing Developments Ltd | Brabham BT34 | Ford DFV V8  | ? |
| 10 | Ronnie Peterson      | March Engineering             | March 721    | Ford DFV V8  | ? |
| 11 | Luiz Bueno           | March Engineering             | March 711    | Ford DFV V8  | ? |
| 12 | Henri Pescarolo      | Frank Williams Racing Cars    | March 721    | Ford DFV V8  | ? |
| 14 | Carlos Pace          | Frank Williams Racing Cars    | March 711    | Ford DFV V8  | ? |
| 15 | Reine Wisell         | Team Surtees                  | Surtees TS9  | Ford DFV V8  | ? |
| Nr | Kierowca             | Zespół                        | Samochód     | Silnik       |   |

## Wyniki

### Kwalifikacje
| P  | Nr | Kierowca             | Konstruktor(-silnik) | Czas   | Odstęp | Strata |
| -- | -- | -------------------- | -------------------- | ------ | ------ | ------ |
| 1  | 1  | Emerson Fittipaldi   | Lotus-Ford           | 2:32,4 | -      | -      |
| 2  | 8  | Carlos Reutemann     | Brabham-Ford         | 2:34,4 | 0:02,0 | 0:02,0 |
| 3  | 10 | Ronnie Peterson      | March-Ford           | 2:34,6 | 0:00,2 | 0:02,2 |
| 4  | 9  | Wilson Fittipaldi    | Brabham-Ford         | 2:36,3 | 0:01,7 | 0:03,9 |
| 5  | 2  | David Walker         | Lotus-Ford           | 2:37,7 | 0:01,4 | 0:05,3 |
| 6  | 3  | Jean-Pierre Beltoise | BRM                  | 2:37,8 | 0:00,1 | 0:05,4 |
| 7  | 14 | Carlos Pace          | March-Ford           | 2:39,4 | 0:01,6 | 0:07,0 |
| 8  | 12 | Henri Pescarolo      | March-Ford           | 2:40,0 | 0:00,6 | 0:07,6 |
| 9  | 4  | Peter Gethin         | BRM                  | 2:41,0 | 0:01,0 | 0:08,6 |
| 10 | 11 | Luiz Bueno           | March-Ford           | 2:41,6 | 0:00,6 | 0:08,2 |
| 11 | 5  | Helmut Marko         | BRM                  | 2:46,4 | 0:04,8 | 0:14,0 |
| 12 | 6  | Alex Soler-Roig      | BRM                  | 2:51,5 | 0:05,1 | 0:19,1 |
| P  | Nr | Kierowca             | Konstruktor(-silnik) | Czas   | Odstęp | Strata |

### Wyścig
| 1                                                     |    | 8        | Carlos Reutemann     | Brabham-Ford | 37            | 1:37:16,248 |                |
| 2                                                     |    | 10       | Ronnie Peterson      | March-Ford   | 37            | +1:27,656   |                |
| 3                                                     |    | 9        | Wilson Fittipaldi    | Brabham-Ford | 37            |             |                |
| 4                                                     |    | 5        | Helmut Marko         | BRM          | 36            | +1 okr.     |                |
| 5                                                     |    | 2        | David Walker         | Lotus-Ford   | 36            | +1 okr.     |                |
| 6                                                     |    | 11       | Luiz Bueno           | March-Ford   | 35            | +2 okr.     |                |
| Niesklasyfikowani                                     |    |          |                      |              |               |             |                |
|                                                       |    | 1        | Emerson Fittipaldi   | Lotus-Ford   | 32            | +5 okr.     | zawieszenie    |
|                                                       |    | 6        | Alex Soler-Roig      | BRM          | 11            | +26 okr.    | elektryka      |
|                                                       |    | 14       | Carlos Pace          | March-Ford   | 1             | +36 okr.    | przepustnica   |
|                                                       |    | 12       | Henri Pescarolo      | March-Ford   | 0             | +37 okr.    | przepustnica   |
|                                                       |    | 4        | Peter Gethin         | BRM          | 0             | +37 okr.    | przepustnica   |
| Nie wystartowali / niedopuszczeni do ponownego startu |    |          |                      |              |               |             |                |
|                                                       |    | 3        | Jean-Pierre Beltoise | BRM          | 0             | +37 okr.    | zapłon         |
|                                                       |    | 7        | Andrea de Adamich    | Surtees-Ford |               |             | brak samochodu |
|                                                       |    | 15       | Reine Wisell         | Surtees-Ford |               |             | brak samochodu |
| P                                                     | Nr | Kierowca | Konstruktor          | Okr.         | Czas / Strata | Komentarz   |                |

### Najszybsze okrążenie
| Nr | Kierowca           | Konstruktor | Czas   | Okr. |
| -- | ------------------ | ----------- | ------ | ---- |
| 1  | Emerson Fittipaldi | Lotus-Ford  | 2:35,2 | -    |